# Noah Alibayli
Noah Alibayli (* 26. Oktober 2001) ist ein deutscher Schauspieler.
Noah Alibayli spielte in der deutschen Fernsehserie Schloss Einstein die Rolle des Schülers Henk Ochs.

## Leben

### Fernsehen
Noah Alibayli spielte in der 18. Staffel und in der 19. Staffel der Fernsehserie Schloss Einstein die Rolle des Schülers Henk Ochs. Während der Dreharbeiten wohnte er bei einer Gastfamilie in Erfurt. In einigen Ablegern, den KIKA LIVE „Schloss Einstein Backstage“–Sendungen, war er ebenfalls zu sehen.

### Privat
Alibayli besuchte das Karl-Theodor-von-Dalberg-Gymnasium in Aschaffenburg und erwarb dort im Jahr 2020 seine Allgemeine Hochschulreife.
Seit Oktober 2020 studiert er Jura  an der Ludwig-Maximilians-Universität in München.

## Filmografie
- 2014–2016: Schloss Einstein
- 2014–2015: KIKA LIVE „Schloss Einstein Backstage“
- 2018: Die Anatomin
- 2020: Rent a Jonah
- 2022: Was ist wahr? (FWU)
- 2023: Aktenzeichen XY … ungelöst XY